# Benedikt Beckenkamp
Benedikt Beckenkamp (né le 5 ou 6 février 1747 ou 7 mars 1747, mort le 1er avril 1828) est un peintre allemand.

## Biographie
Né près de Coblence, il étudie avec son père Lorenz Beckenkamp et Jan Zick. Il se consacre tout d'abord aux paysages, puis aux portraits. Il s'installe à Cologne, où il imite avec succès le style des anciens maitres allemands.
Plusieurs de ses portraits sont exposés au Musée Wallraf Richartz à Cologne.

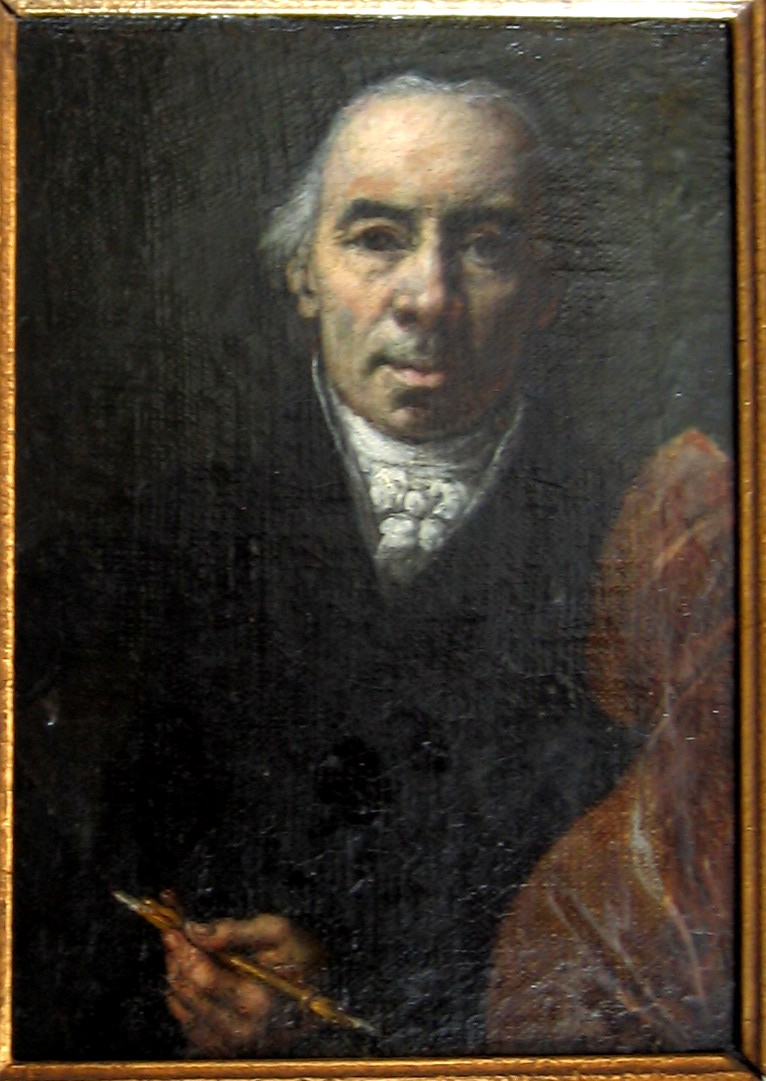
Autoportrait
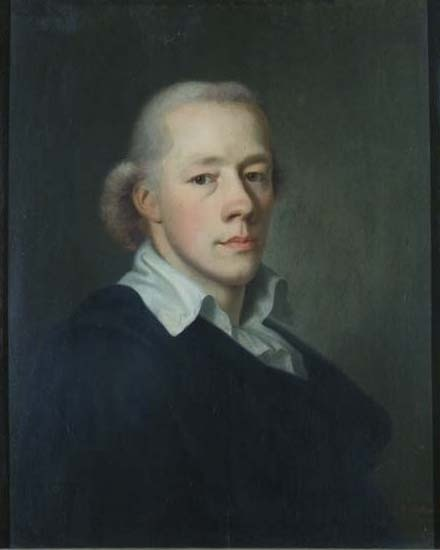
Portrait de Joseph Gregor Lang (de) (1791)
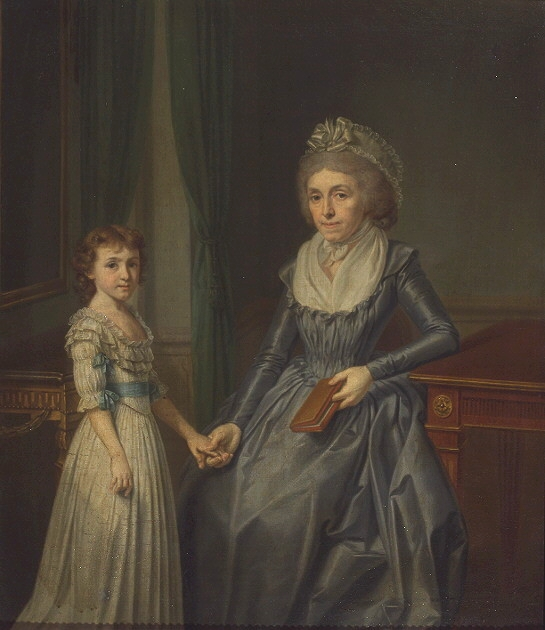
Une femme et sa fille (1795)
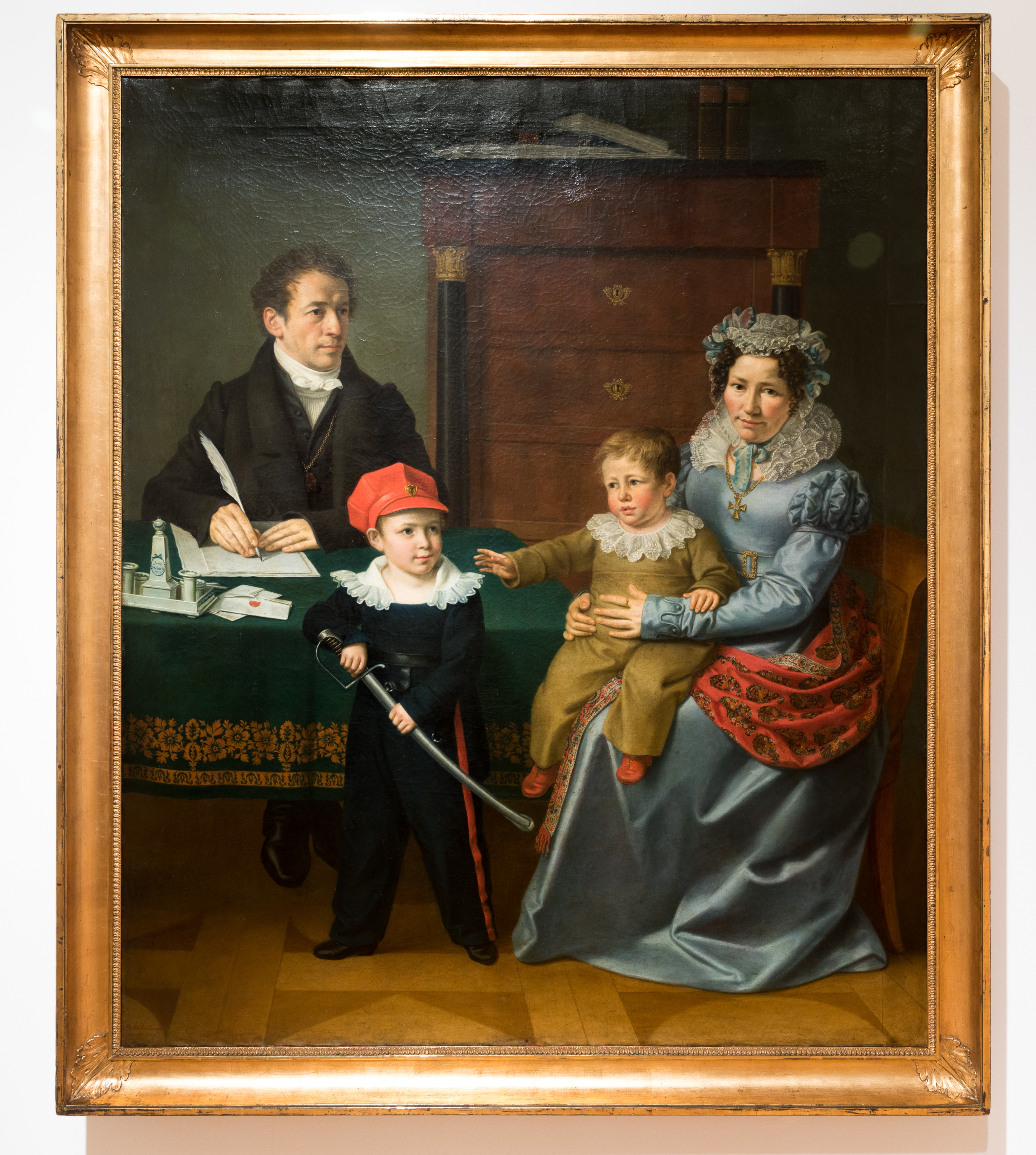
(1824)